# Parafia św. Maksymiliana Marii Kolbego w Siedlcach
Parafia św. Maksymiliana Kolbego w Siedlcach – rzymskokatolicka parafia w Siedlcach. Parafia należy do dekanatu siedleckiego leżącego w diecezji siedleckiej.

## Historia
Parafia erygowana została w roku 1995. Sama świątynia jest murowana; wybudowali ją w latach 1991 - 1995 ojcowie Franciszkanie w stylu współczesnego budownictwa kościelnego.

## Terytorium parafii
- Ulice Siedlec:  Bema (część), Boczna, Kubusia Puchatka, Ogrodowa (część), Gospodarcza, Kazimierzowska (część), Piaski Starowiejskie (część), Poniatowskiego (część), Rybakówka.
- Miejscowości: Golice i kol. (514-6 km), Żabokliki i kol. (596-2,5 km), Topórek (195-2 km), Jagodnia (121-4 km).